# Химич, Сергей Александрович
Серге́й Алекса́ндрович Химич (род. 19 июня 1977, Электросталь, Московская область) — российский футболист, выступавший на позиции защитника.

## Биография
Воспитанник СДЮСШОР-94 «Крылатское» (Москва). Начинал свою карьеру в молодёжной команде московского «Спартака». С 1997 по 1999 годы играл за дублирующий состав «красно-белых», но за главную команду не провёл ни одного матча. Свою дальнейшую карьеру провёл в различных командах первого и второго российского дивизиона. В 2005 году выступал в Высшей латвийской лиге.

## Достижения
- Бронзовый призёр чемпионата Латвии: 2005